# Piquete
Piquete là một đô thị ở bang São Paulo của Brasil, trong tiểu vùng Guaratinguetá. Đô thị này nằm ở vĩ độ 22º36'49" độ vĩ nam và kinh độ 45º10'34" độ vĩ tây, trên khu vực có độ cao 645 m. Dân số năm 2004 ước tính là 15.431 người.
Đô thị này có diện tích 176,32 km².
A Mật độ dân số é de 87,52 hab/km².
Các đô thị giáp ranh gồm Delfim Moreira về phía đông bắc và bắc, Cruzeiro về phía đông, Cachoeira Paulista về phía đông nam, Lorena về phía nam và Guaratinguetá về phía tây nam.

## Thông tin nhân khẩu
Dữ liệu dân số theo điều tra dân số năm 2000
Tổng dân số: 15.200
- Thành thị: 14.209
- Nông thôn: 991
- Nam giới: 7.429
- Nữ giới: 7.771

Mật độ dân số (người/km²): 86,41
Tỷ lệ tử vong trẻ sơ sinh dưới 1 tuổi (trên một triệu người): 14,38
Tuổi thọ bình quân (tuổi): 72,03
Tỷ lệ sinh (số trẻ trên mỗi bà mẹ): 1,98
Tỷ lệ biết đọc biết viết: 93,05%
Chỉ số phát triển con người (HDI-M): 0,801
- Chỉ số phát triển con người - Thu nhập: 0,717
- Chỉ số phát triển con người - Tuổi thọ: 0,784
- Chỉ số phát triển con người - Giáo dục: 0,901

(Nguồn: IPEADATA)

### Sông ngòi
- Sông Paraiba do Sul
- Sông Piaguí

### Các xa lộ
- SP-183
- BR-459